# Heinz Barmettler
Heinz Barmettler (ur. 21 lipca 1987) – dominikańsko-szwajcarski piłkarz, który występował na pozycji obrońcy. W latach 2012–2016 reprezentant Dominikany.

## Kariera klubowa
Barmettler treningi rozpoczął w wieku 6 lat w klubie FC Blue Stars Zürich. W 1999 roku, mając 12 lat przeszedł do juniorskiej ekipy zespołu Grasshopper Club. W 2005 roku został włączony do jego rezerw. W 2006 roku trafił do FC Zürich. W szwajcarskiej ekstraklasie zadebiutował 12 sierpnia 2006 w przegranym 1:3 meczu z FC Sankt Gallen. W 2007 roku zdobył z klubem mistrzostwo Szwajcarii. W 2008 roku zajął z nim 3. miejsce w lidze, a w 2009 ponownie został mistrzem Szwajcarii.